# Antirrhea hela
Antirrhea hela är en fjärilsart som beskrevs av Felder 1862. Antirrhea hela ingår i släktet Antirrhea och familjen praktfjärilar. Inga underarter finns listade i Catalogue of Life.